# Inzá
Inzá è un comune della Colombia facente parte del dipartimento di Cauca.
Il centro abitato venne fondato da Sancho García del Espinar nel 1577, mentre l'istituzione del comune è del 18 dicembre 1907.